# Gare de JR-Sōjiji
La gare de JR-Sōjiji (JR総持寺駅, JR-Sōjiji-eki)  est une gare ferroviaire située à Ibaraki, dans la préfecture d'Osaka, au Japon, et exploitée par la JR West.

## Situation ferroviaire
La gare de JR-Sōjiji est située au point kilométrique (PK) 26,2 de la ligne JR Kyoto (PK de 539,8 de la ligne principale Tōkaidō).

## Historique
La décision de construire une nouvelle gare entre les gares de Settsu-Tonda et d'Ibaraki a été officialisée en juillet 2011. Le nom de la nouvelle station a été annoncé le 8 août 2017. La station a ouvert le 17 mars 2018.

## Service des voyageurs

### Accueil
La gare dispose d'un bâtiment voyageurs, avec guichets, ouvert tous les jours.

### Disposition des quais
La gare a un quai central qui dessert deux directions. Le quai est équipé de portes coulissantes.

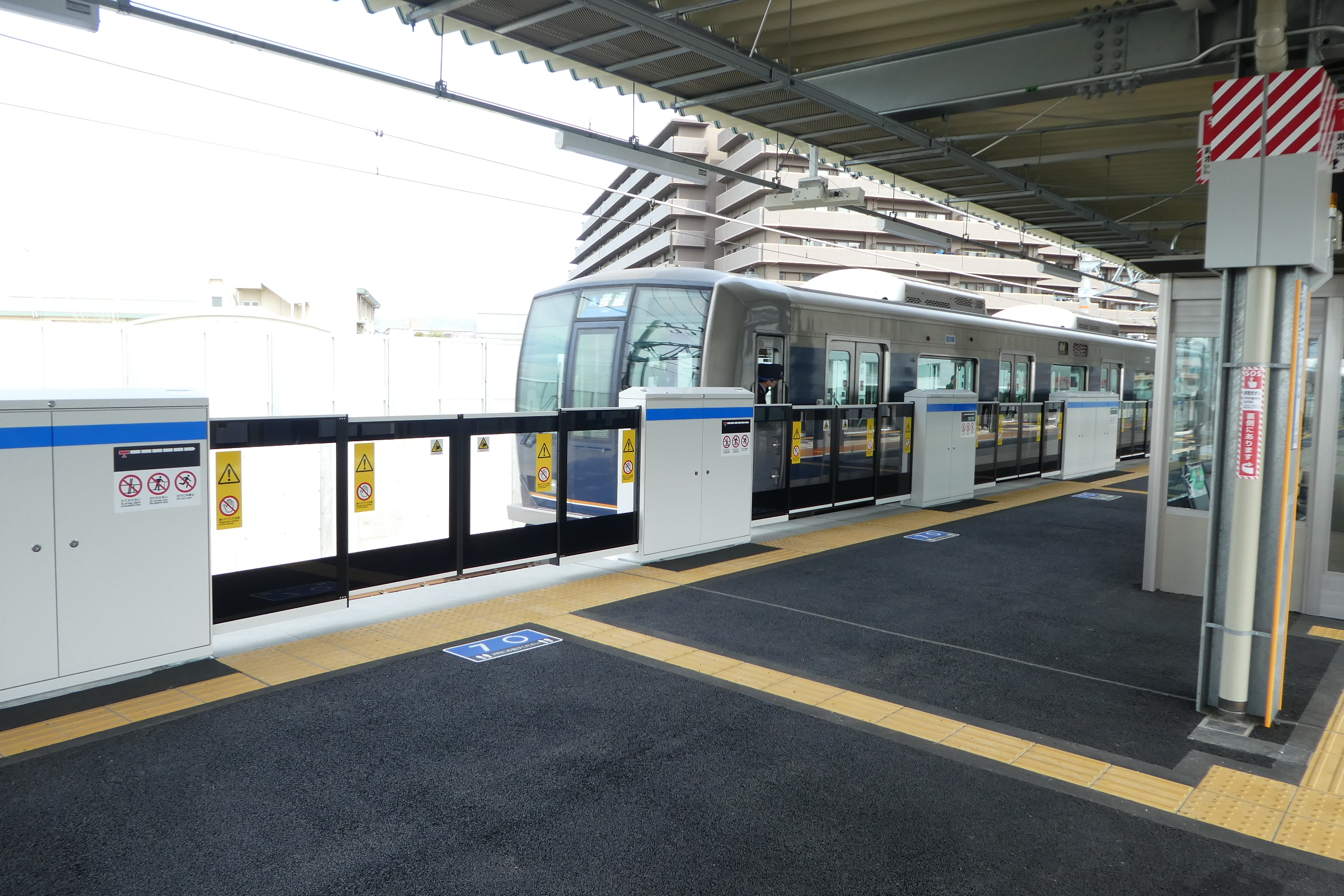
Les portes du quai en mars 2018.

### Desserte
- Ligne JR Kyoto :
  - voie 1  : direction Osaka
  - voie 2 : direction Kyoto

## Dans les environs
- Sōji-ji
- Collège des sciences de la santé Yukioka (大阪行岡医療大学?)
- Depuis 2019, le nouveau campus de l'Université Ōtemon Gakuin